# Паргали Ібрагім-паша
Ібрагім-паша (араб. ابراهیم پاشا, тур. İbrāhīm Paşa 1493—1536), також відомий як Паргали Ібрагім-паша (Ібрагім паша з Парги) або Франк («європеєць») Ібрагім-паша. — великий візир Османської імперії в 1523—1536 роках за часів султана Сулеймана Пишного.
27 червня 1523 року, за рішенням султана Сулеймана І став великим візиром замість Пірі Мехмед-паші, якого на цю посаду призначив попередній султан Селім I. Ібрагім-паша залишався на цій посаді протягом 13 з половиною років до своєї смерті. Він досяг рівня влади та впливу, з яким могли змагатися лише кілька Великих візирів імперії, але 1536 року за наказом султана Сулеймана Пишного його стратили, а усе майно було конфісковане державою.

## Біографія

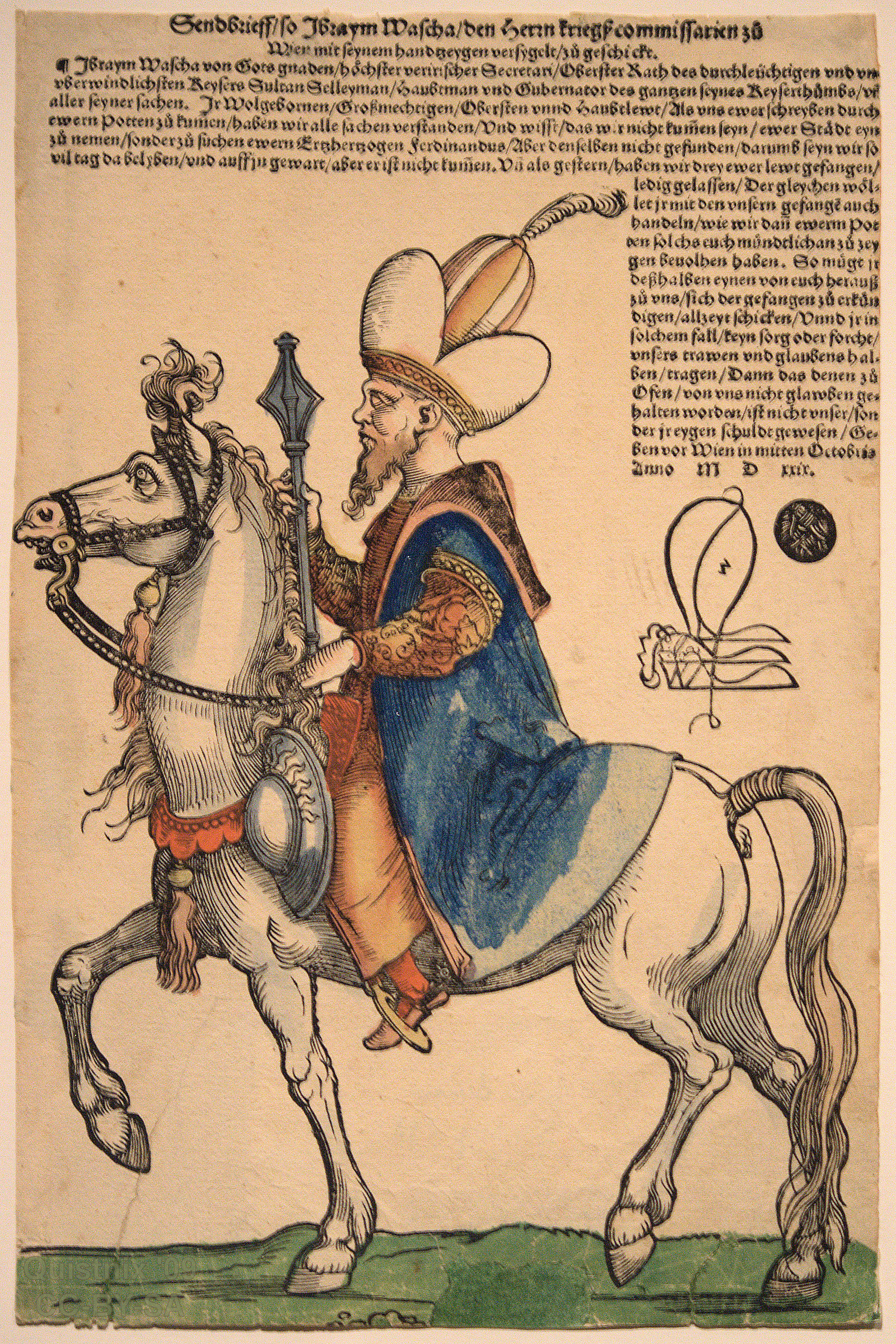
Зображення Ібрагіма-паші у німецькій книзі, з перекладом листа Ібрагіма до командувачів оборони Відня під час облоги 1529. Художник Ганс Себальд Бехам.

Хоча точне місце народження і походження Ібрагім-паші невідоме, вважається, що він народився у місті Парга в Епірі, на той час території Венеційської республіки у християнській родині місцевого моряка чи рибалки. У дитинстві він був викрадений піратами та проданий в рабство до палацу в Манісі на території західної Анатолії, де отримували освіту спадкові принци (шехзаде) Османської імперії.
Там він подружився з престолонаслідником Сулейманом, який був його однолітком. Ібрагім одержав освіту разом з Сулейманом, вивчив безліч мов і став доволі ерудований. Після вступу Сулеймана на Османський престол 1520 року він був удостоєний різних звань.
Ібрагім був блискучим полководцем, парламентером та дипломатом. Він довів свою майстерність у численних дипломатичних зустрічах та військових кампаніях. Це сприяло його швидкому просуванню по службі і в якийсь момент він попросив Сулеймана не просувати його занадто швидко зі страху викликати заздрість та ворожість з боку інших візирів, які розраховували самі зайняти ті посади, якими Сулейман жалував Ібрагіма.
На знак поваги до Ібрагіма та задоволений його скромністю, Сулейман нібито присягнувся, що Ібрагім ніколи не може бути страчений під час правління Сулеймана. Після призначення на пост візира Ібрагім-паша продовжував отримувати інші додаткові посади та титули від султана, і його вплив в Османській імперії став майже настільки ж абсолютним, як і вплив самого Сулеймана.
Ібрагім був одружений, імовірно, з Мухсіне-хатун, яка народила йому сина Мехмеда. 

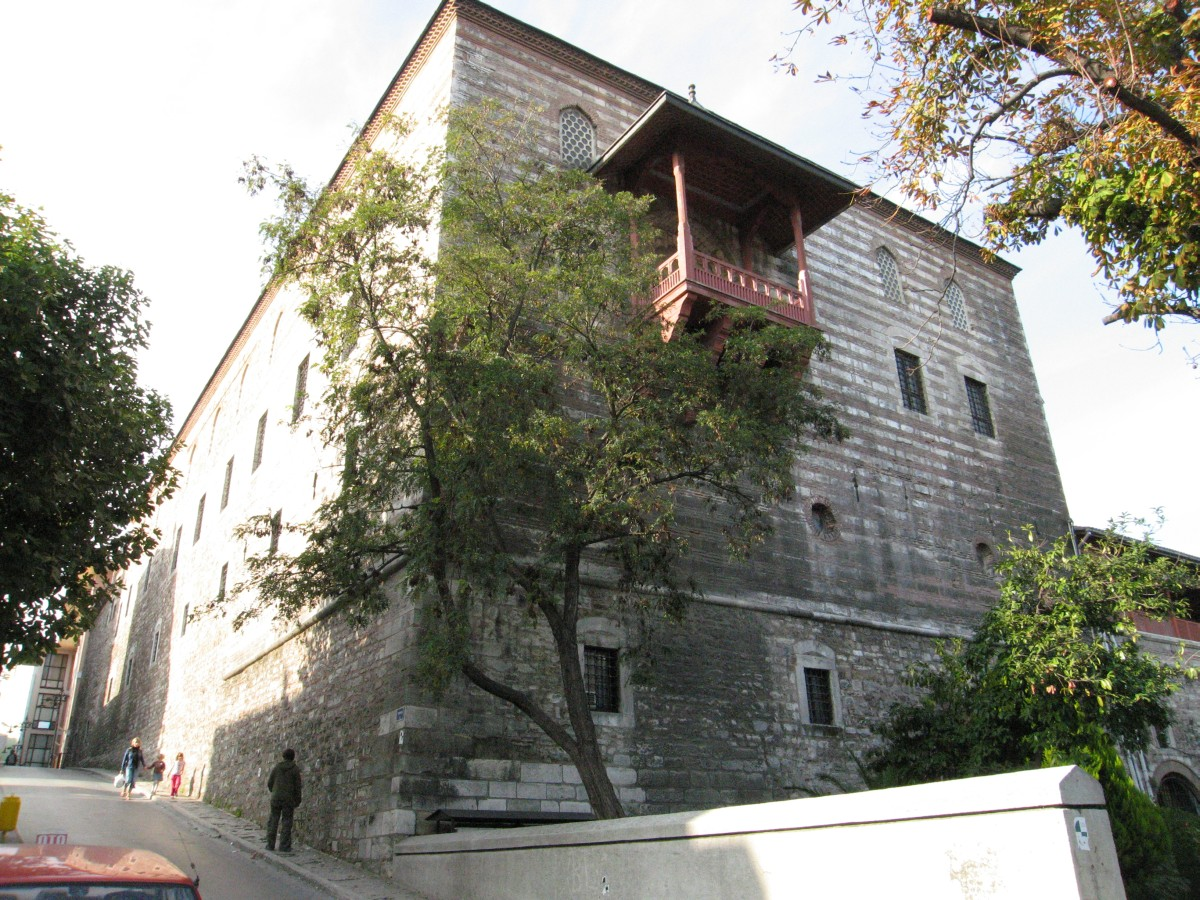
Палац Ібрагіма-паші на площі Султанахмет, Стамбул.

Його палац на площі Султанахмет в Стамбулі зараз — музей турецького та ісламського мистецтва. Палац був збудований як захисна споруда і міг витримати тривалу та потужну облогу (Ібрагім мав грізних суперників).
На дипломатичному фронті Ібрагім був дуже успішний. Він домовився про вигідні угоди з очільниками європейських християнських держав. Венеційські дипломати навіть назвали його «Ібрагім Прекрасний», натякаючи на епітет султана Сулеймана. У 1533 році він переконав Карла V віддати Османській імперії Угорщину. У 1535 році він уклав фундаментальну угоду з Франциском I, яка створила для Франції режим найбільшого сприяння у торгівлі з Османською імперією в обмін на спільні дії проти Габсбурґів. Ця угода створити основу для спільних франко-турецьких військово-морських операцій в Середземному морі і забезпечила базування флоту Оттоманської порти у французькому місті Тулон протягом зими 1543—1544, що було розцінено в Європі як безпрецедентна і скандальна подія
Досвідчений військовий командир, він зрештою потрапив у немилість після необережності, здійсненої під час кампанії проти перської імперії Сефевідів, коли він почав називати себе прізвиськом, що включало в себе слово «султан». Зокрема, цим титулом іменувався Султан Сераскіру, що було серйозною образою для Сулеймана. Цей інцидент запустив серію подій, які у результаті привели до його страти у 1536 році. На думку низки авторитетних джерел, він став жертвою інтриг Роксолани, султанської дружини. Крім неї, в Ібрагіма було безліч ворогів, які заздрили його успіхам і хотіли усунути з посади.
Хоча він вже давно прийняв іслам, однак підтримував родинні зв'язки та навіть вивіз своїх батьків, щоб жити з ними в османській столиці.
Оскільки Сулейман присягнувся не забирати життя в Ібрагіма під час свого правління, у імама він отримав фетву, яка дозволяла йому відмовитися від своєї клятви в обмін на будівництво мечеті в Константинополі. Ібрагіму він оголосив про фетву та майбутню страту за тиждень до виконання вироку і щодня обідав наодинці з ним сім разів: щоб дати йому можливість або вбити себе, або втекти з країни. Пізніше в листах Ібрагіма було виявлено, що він знав про майбутню страту, проте свідомо залишився вірним до останку своєму султану.
"… Увечері 15 березня 1536 Ібрагім-паша вечеряв з падишахом і, нічого не підозрюючи, залишився ночувати поруч зі своїм султаном. Кануні султан Сулейман удав, ніби спить, і став чекати. Коли Ібрагім-паша міцно заснув, султан Сулейман подав знак одній із наложниць, з якою раніше домовився. У гаремі служили чотири німих ката, яким велено було виконувати таємні страти. Вони заздалегідь сховалися в кімнаті і, коли прийшов час, вийшли і, накинувшись на Ібрагіма, кинули йому на шию петлю. Ця боротьба між молодим, сильним рабом і чотирма німими катами була жахливою. Цю боротьбу було чутно навіть в саду, на його трупі було багато ран і навіть через сто років на стінах тієї кімнати все ще залишалися криваві сліди рук Ібрагіма-паші, які підтверджують, наскільки жорстокою була боротьба … У підсумку, весь палац бачив, як тіло Ібрагіма паші було викинуто за двері Гарему … "
Сулейман згодом сильно шкодував, що наказав задушити Ібрагіма. Це вплинуло навіть на характер султана. Гірка туга султана Сулеймана про скоєне знаходимо в його віршах, у яких навіть через 20 років звучали теми дружби та довіри між друзями та часті натяки на риси характеру, які мав Ібрагім.

## У мистецтві
Серіал " Величне століття. Роксолана "
роль Ібрагіма виконує Окан Ялабик.
В українському серіалі «Роксолана» (1996—2003) роль Ібрагіма виконав Рафаель Котанджян.